# Éric LeBlanc
Éric LeBlanc est un écrivain, poète, artiste visuel, performeur et photographe québécois, né à Fredericton au Nouveau-Brunswick. Il a vécu la majeure partie de sa vie au Québec.

## Biographie
Éric LeBlanc est originaire de Fredericton au Nouveau-Brunswick, mais a grandi au Québec. 
Après avoir fait son baccalauréat en études littéraires à l'Université Laval, Éric LeBlanc s'est impliqué comme jeune programmateur de la maison de la littérature. Il fait d'ailleurs partie de la première cohorte à s'y être impliqué. Plus tard, en 2018, il fait sa maîtrise en recherche-création.
De 2013 à 2017, il a fait partie du Collectif Exond&, « un regroupement d’auteur.e.s de la relève qui se sont mis en bobettes et en cagoule pour réciter de la poésie performée lors du Mois de la poésie (éditions 2014 à 2017) et aux Chantiers du Carrefour international de théâtre (édition 2017). »
À l’automne 2014, Éric effectue un stage à la Librairie française à Munich avant d’être engagé, en janvier 2015, comme chargé de projet au Bureau des affaires poétiques.  Cette même année, il écrit un article intitulé « Celle qui donne pu sur le fleuve » dans la revue Lapsus, la revue de création étudiante de l'Université Laval. 
En avril 2015, il est récipiendaire d’une bourse de mentorat Première Ovation pour l’écriture d’un texte théâtral sous la tutelle de Marie-Josée Bastien.
Depuis 2015, il codirige l'Escouade créative, un collectif de trois artistes littéraires né de la première cohorte des Jeunes Programmateurs de la Maison de la littérature. Ce collectif cherche à produire des événements multidisciplinaires dans le but de décloisonner la littérature pour la célébrer autrement. 
En juillet 2017, il obtient un résidence d'écriture à la Maison de la littérature à Québec. Lors de cette résidence, il « travaillera sur l’écriture de sa suite poétique Lui. Ce projet propose de réfléchir à la redéfinition du masculin d’un point de vue intime, pour en saisir les cordes sensibles et les détresses en point d’orgue. Les thèmes évoqués – la masculinité, l’identité sexuelle, la vieillesse, la trahison, le mensonge, l’échec, l’amour, l’errance, la fuite – sont tous abordés du point de vue d’un JE autofictionnel qui se retrouve surpris par sa propre désillusion ».
En hiver 2019, aux côtés de Jean-François Bolduc, il a présenté une exposition photographique intitulée IGAnne au Théâtre de la Bordée. Cette exposition proposait « une immersion complète dans le monde fictif – mais pas si loin de la réalité – de la dragqueen IGAnne que proposent Éric LeBlanc et Jean-François Bolduc du studio Atwood. »
En 2020, il publie un livre intitulé Le Bleu des garçons aux éditions Hamac. Le critique littéraire Christian Saint-Pierre écrit à propos de l'écriture de LeBlanc : « L’écriture de LeBlanc est indéniablement photographique, en ce sens qu’elle est aussi mystérieuse qu’évocatrice, truffée d’énigmes et pourtant parsemée d’indices, à la fois dense et ajourée. En quelques pages seulement, idéalement sans cligner des yeux, lecteurs et lectrices devront capturer l’instant, c’est-à-dire le lieu et l’éclairage, les protagonistes et les enjeux, les tenants et les aboutissants d’une situation que l’auteur aura soigneusement comprimée. »
En 2021, il participe au collectif Le Besoin fou de l'autre. Petite anthologie du théâtre québécois durant la pandémie de Covid-19, une initiative ayant pour but de lutter contre la fermeture des théâtres en proposant une anthologie de textes originaux.

## Œuvres

### Nouvelles
- Le Bleu des garçons, Montréal, Hamac, 2020, 145 p.  (ISBN 9782925035121)

### Anthologie de théâtre
- Le Besoin fou de l'autre. Petite anthologie du théâtre québécois durant la pandémie de Covid-19 (et al.), Montréal, Atelier 10, coll. « Pièces 27 », 2021, 187 p.  (ISBN 9782897595920)

### Revues de création
- « Celle qui donne pu sur le fleuve », Lapsus. Revue de création étudiante de l'Université Laval, 2014, p. 33-36.

## Prix et honneurs
- 2015 : Récipiendaire d'une bourse de mentorat Première Ovation pour l'écriture d'un texte théâtral sous la tutelle de Marie-Josée Bastien[2].
- 2016 : Finaliste au Prix de poésie Radio-Canada (Pour sa suite poétique De ces hommes)[2].
- 2017 : Il obtient une résidence d'écriture à la Maison de la littérature de Québec (pour travailler sur sa suite poétique intitulée Lui)[2].